# Сельцы (Гдовский район)
Сельцы — деревня в Гдовском районе Псковской области России. Входит в состав городского поселения «Гдов» Гдовского района.
Расположена в 8 км к востоку от Гдова.

## Население
Численность населения деревни по оценке на 2000 год составляет 11 человек, по переписи 2002 года — 22 человека.

## История
До 2005 года деревня входила в состав ныне упразднённой Гдовской волости.